# Burg Nesselwangen
Die Burg Nesselwangen, auch Schlossberg genannt, ist eine abgegangene Spornburg auf dem Schlossberg etwa 500 Meter nördlich der Kirche des Stadtteils Nesselwangen der Stadt Überlingen im Bodenseekreis in Baden-Württemberg.
Von der ehemaligen Burganlage auf einem steilen 630 m ü. NN hohen Bergsporn mit einem kreisrunden Plateau mit einem Durchmesser von 17 Metern im Westen der Anlage sind nur noch Wall- und Grabenreste erhalten. 